# Сингх, Ранджит
Ранджит Сингх (в.-пандж. ਮਹਾਰਾਜਾ ਰਣਜੀਤ ਸਿੰਘ; 13 ноября 1780, Гуджранвала — 27 июня 1839, Лахор) — первый сикхский махараджа Пенджаба (1801—1839), создатель независимого сикхского государства.
Известный в народе как Шер-и-Пенджаб или «Лев Пенджаба», Ранджит Сингх был основателем Сикхской империи на северо-востоке Индии в начале XIX века. Он пережил оспу в младенчестве и потерял зрение на левый глаз. Свою первую битву он провел бок о бок с отцом в возрасте десяти лет. После смерти своего отца он участвовал в нескольких войнах, чтобы изгнать афганцев в подростковом возрасте, и был провозглашен «Махараджей Пенджаба» в возрасте двадцати одного года. 
Его империя росла в регионе Пенджаба под его руководством до 1839 года.
До его возвышения в регионе Пенджаба было множество враждующих мисалей (кланов), двенадцать из которых находились под властью сикхов и один под властью мусульман . Ранджит Сингх успешно поглотил и объединил сикхские мислы и захватил другие местные княжества, чтобы создать империю сикхов. Он неоднократно побеждал вторжения внешних армий, особенно тех, что прибывали из Афганистана, и устанавливал дружественные отношения с англичанами.
Правление Ранджита Сингха привело к реформам, модернизации, инвестициям в инфраструктуру и всеобщему процветанию. Его армия и правительство Хальсы включали сикхов, индуистов, мусульман и европейцев. его наследие включает в себя период культурного и художественного возрождения сикхов, включая восстановление Хармандир-Сахиба в Амритсаре, а также других крупных гурдвар, включая Тахт Шри Патна-Сахиб, Бихар и Хазур-Сахиб Нандед, Махараштра под его покровительством.
Махарадже Ранджиту Сингху наследовал его сын махараджа Кхарак Сингх.

## Предыстория
В конце XVIII века, после распада Империи великих моголов, Пенджаб был разделён и управлялся сикхами и афганцами. 
Отец Ранджита Сингха был главой сикхского клана (мисаля) Сукерчакия. После его смерти в 1792 году Ранджит стал главой клана. После нескольких военных кампаний все сикхские мисали признали его лидером сикхов, и в результате Пенджаб стал объединённым сикхским государством. 12 апреля 1801 года Ранджит Сингх короновался как махараджа. Период его правления считается «золотым веком» в истории Пенджаба. Империя Сингха была светской; на высокие посты люди назначались независимо от вероисповедания и происхождения (включая европейцев, но исключая англичан). С 1822 года его армией командовал француз Жан Франсуа Аллар.

## Биография

### Ранняя жизнь

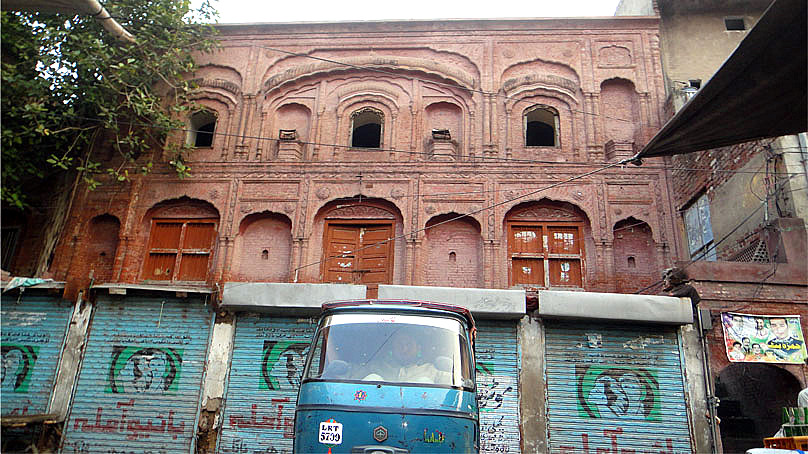
Место рождения Ранджита Сингха — Гуджранвала, Пенджаб, Пакистан.

Ранджит Сингх родился 13 ноября 1780 года в семье Махи Сингха из клана Сукерчакия и Радж Каур, дочери раджи Гаджпата Сингха из Джинда, в Гуджранвале, в районе Маджха Пенджаба (ныне Пакистан). Несколько различных кланов претендовали на Ранджита Сингха как на своего собственного. Его внучки — дочери его сына Далипа Сингха, считали, что их истинные предки принадлежали к Сандхавальской семье Раджасанси. Ранджит Сингх был описан как «Санси» в некоторых записях, что привело к утверждениям некоторых ученых, что он принадлежал к так называемому низкому кастовому племени Санси. Согласно другим утверждениям, он мог принадлежать к джатам-готра по имени Санси.
Имя Ранджита Сингха при рождении было Буддх Сингх, в честь его предка, который был учеником гуру Гобинда Сингха, и чьи потомки создали мисаль Сукерчакия до рождения Ранджита Сингха, который стал самым могущественным из многих небольших сикхских княжеств в Северо-Западной Индии после распада Империи Великих Моголов. Имя ребёнка было изменено на Ранджит (буквально «победитель в битве», санскр.) его отцом в ознаменование победы его армии над мусульманским вождем Чата Пир Мухаммедом.
Ранджит Сингх заболел оспой в младенчестве, что привело к потере зрения в левом глазу и лицо было покрыто рябью. Он был невысок ростом, никогда не учился в школе, не умел читать или писать, кроме алфавита Гурмукхи, однако дома его обучали верховой езде, стрельбе из мушкета и другим боевым искусствам.
В возрасте 12 лет умер его отец. Затем он унаследовал владения клана Сукречакия своего отца и был воспитан своей матерью Радж Каур, которая вместе с Лахпат Раи также управляла поместьями . Первое покушение на его жизнь было совершено, когда ему было 13 лет, Хашмат-Ханом, но Ранджит Сингх победил и убил нападавшего. 
В возрасте восемнадцати лет его мать умерла, и Лахпат Раи был убит, и в этом ему помогла его тёща от первого брака.
В подростковом возрасте Ранджит Сингх пристрастился к алкоголю, привычка, которая усилилась в последние десятилетия его жизни, согласно хроникам его придворных историков и европейцев, которые его посещали. Однако он не курил и не ел говядину и потребовал от всех должностных лиц в его правительстве, независимо от их религии, соблюдать эти ограничения в рамках их "трудового договора".

### Жёны

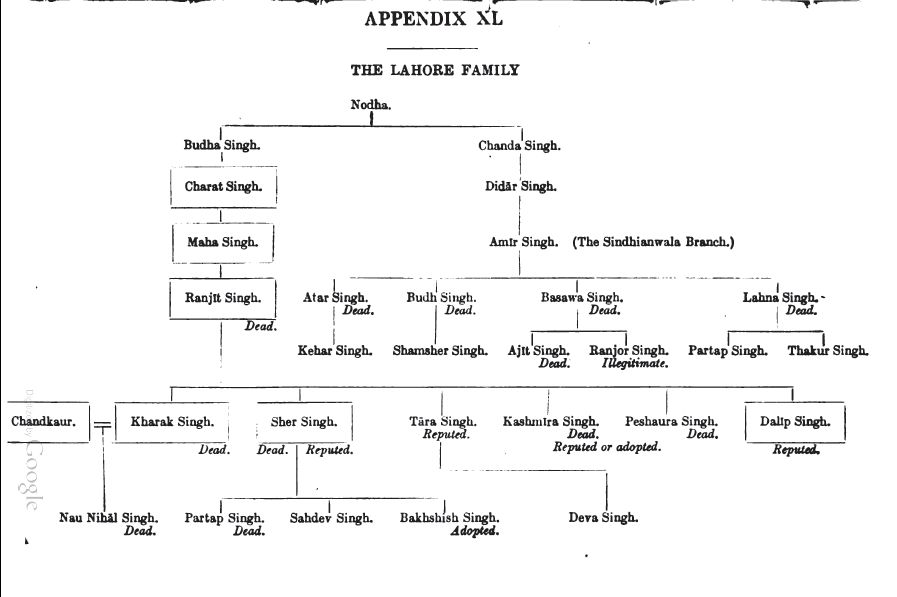
Семейная генеалогия махараджи Ранджита Сингха

Ранджит Сингх женился много раз, каждый раз проводилась брачная церемония, и имел двадцать жён . Некоторые учёные отмечают, что сведения о браках Ранджита Сингха неясны, и есть свидетельства того, что у него было много любовниц. По словам Хушванта Сингха в интервью французскому журналу "Le Voltaire" в 1889 году, его сын Далип (Дулип) Сингх заметил: «Я сын одной из сорока шести жен моего отца».
В возрасте 15 лет, Ранджит Сингх женился на своей первой жене Мехтаб Каур (ок. 1782 — 1813), единственной дочери Гурбакша Сингха Канхайя (1759 — 1785) и его жена Сады Каур, внучки Джай Мохана Сингха (1712 — 1793), основателя мисаля Канхайя . Этот брак был предопределён заранее в попытке примирить враждующие сикхские мисали, в котором Махтаб Каур был обручен с Ранджит Сингх. Однако брак не удался, и Мехтаб Каур никогда не прощала того факта, что её отец был убит отцом Ранджита Сингха, и она, в основном, жила с матерью после замужества. Разделение стало полным, когда Ранджит Сингх в 1798 году женился на Датар Каур (? — 1838). Мехтаб Каур умерла в 1813 году.
Его второй супругой была Датар Каур (урождённый Радж Каур), младшая дочь Сардара Ран Сингха Накая, третьего правителя мисаля Накай, и сестра Сардара Гьян Сингха Накая. Их помолвка была назначена старшим братом Датар Каур, Сардаром Бхагваном Сингхом в 1784 году, чтобы получить политического союзника. Ранджит Сингх, чтобы ещё больше укрепить свое положение, сделал предложение вождю Накаев Сардару Гьян Сингху, и пара поженилась в 1798 году. В 1801 году она стала матерью сына и очевидного наследника Ранджита Сингха, Кхарака Сингха. Поскольку Радж Каур также было именем матери Ранджита Сингха, она взяла имя Датар Каур, потому что, согласно пенджабской традиции, никто не может иметь то же имя, что и старейшины семьи. Датар Каур интересовалась политическими делами и, как говорят, давала советы своему мужу в важных государственных делах. Она даже сопровождала своего сына Кхарака Сингха, когда он был отправлен в экспедицию на Мултан в 1818 году. На протяжении всей своей жизни она оставалась любимицей Ранджита Сингха, и он нежно называл её Маи Накайн. Как и его первый брак, второй брак принес ему стратегический военный союз. Его вторая жена умерла 20 июня 1838 года.

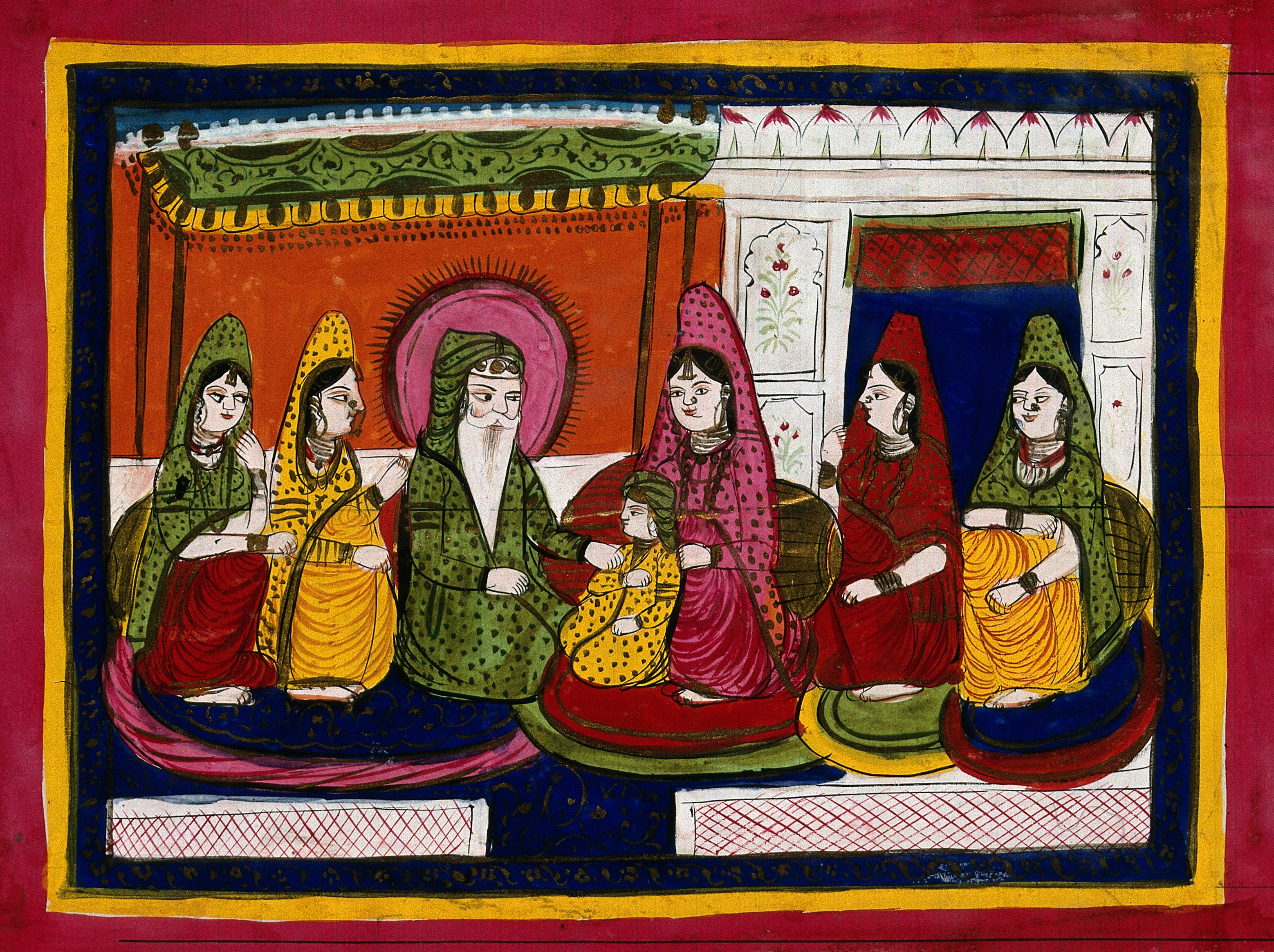
Марараджа Ранджит Синг с несколькими женами

Ратан Каур и Дайя Каур были женами Сахибаа Сингха Бханги из Гуджрата (мисла к северу от Лахора, не путать штат Гуджарат). После смерти Сахиба Сингха Ранджит Сингх взял их под свое покровительство в 1811 году, обвенчав по обряду чадар андази, в котором каждому из них на голову была накинута матерчатая простыня. В 1819 году у Ратан Каур родился сын Мультана Сингх, а в 1821 году у Дайи Каура родились два сына: Кашмира Сингх и Пашаура Сингх.
Среди других его жен были Моран Саркар в 1802 году, Чанд Каур В 1815 году, Лакшми в 1820 году, Мехатаб Каур в 1822 году, Саман Каур в 1832 году, а также Гуддан, Бансо, Гульбахар, Гулаб, Рам Деви, Рани, Баннат, Хар и Данно до его последнего брака с Джинд Каур.
Джин Каур была последней женой Ранджита Сингха. Её отец, Манна Сингх Аулах, превозносил её достоинства перед Ранджитом Сингхом, который беспокоился о слабом здоровье своего единственного наследника, Кхарака Сингха. Махараджа женился на ней в 1835 году, «послав свою стрелу и меч в её деревню». 6 сентября 1838 года она родила Далипа Сингха, который стал последним махараджей Сикхской империи (1843—1849).

### Наказание Акал Тахтом
В 1802 году Ранжит Сингх женился на Моран Саркар, мусульманской танцовщице. Это его действие, и другие "не-сикхские  поступки" махараджи, расстроили правоверных сикхов, включая орден "Ниханг", чей лидер Акали Пхула Сингх был джатедаром в Акал-Тахт. Когда Ранджит Сингх посетил Амритсар, он был вызван в Акал Тахт, где от него потребовали  извиниться за свои ошибки. Акали Пхула Сингх отвел Ранджита Сингха к тамариндовому дереву перед Акал Тахтом и приготовился наказать его поркой. Затем Акали Пхула Сингх спросил ближайших паломников-сикхов, одобряют ли они извинения Ранджита Сингха. Паломники ответили Sat Sri Akal, и Ранджит Сингх был освобожден и прощен.

### Сыновья
У Ранджита Сингха было восемь сыновей. Его самым старшим и любимым был Махараджа Кхарак Сингх (1801 — 1840), старший от его второй жены Датар Каур.
Его первая жена Мехтаб Каур родила Ишар Сингха (1802—1834), а после её разлуки с Ранджит Сингх — сыновей-близнецов Тару Сингх (1807 — 1859) и Шер Сингха (1807 — 1843). Хотя ходили слухи, что на самом деле дети были слугой в доме Сад Каур. Генри Эдвард Фейн, племянник и адъютант главнокомандующего, Индия, генерал сэр Генри Фейн, который провел несколько дней в компании Ранджита Сингха, сообщил: «Хотя, как сообщается, он был сыном Махараджи, Шер Сингом, отец никогда полностью не признавал его, хотя его мать всегда настаивала на том, чтобы он был таковым. С братом Шера, от той же матери, обращались еще хуже, чем с ним, не разрешили явиться в суд, и ему не было предоставлено никакой должности выгоды или чести». Пять лет в Индии, том 1 Генри Эдвард Фейн, Лондон, 1842 год.
Две вдовы, которых он взял под свое покровительство и на которых женился, — родили сыновей: Мултана Сингх (1819—1846), Кашмира Сингх (1821—1844) и Пашаура Сингх (1821—1845). Эти сыновья также, как говорят, биологически рождены слугами, но приобретены королевами и представлены и приняты Ранджит Сингхом.
Далип Сингх (1838—1893) был от своей последней жены, Джинд Каур. Сам же Ранджит Сингх признавал только Кхарака Сингха и Далипа Сингха своими биологическими сыновьями.

### Смерть

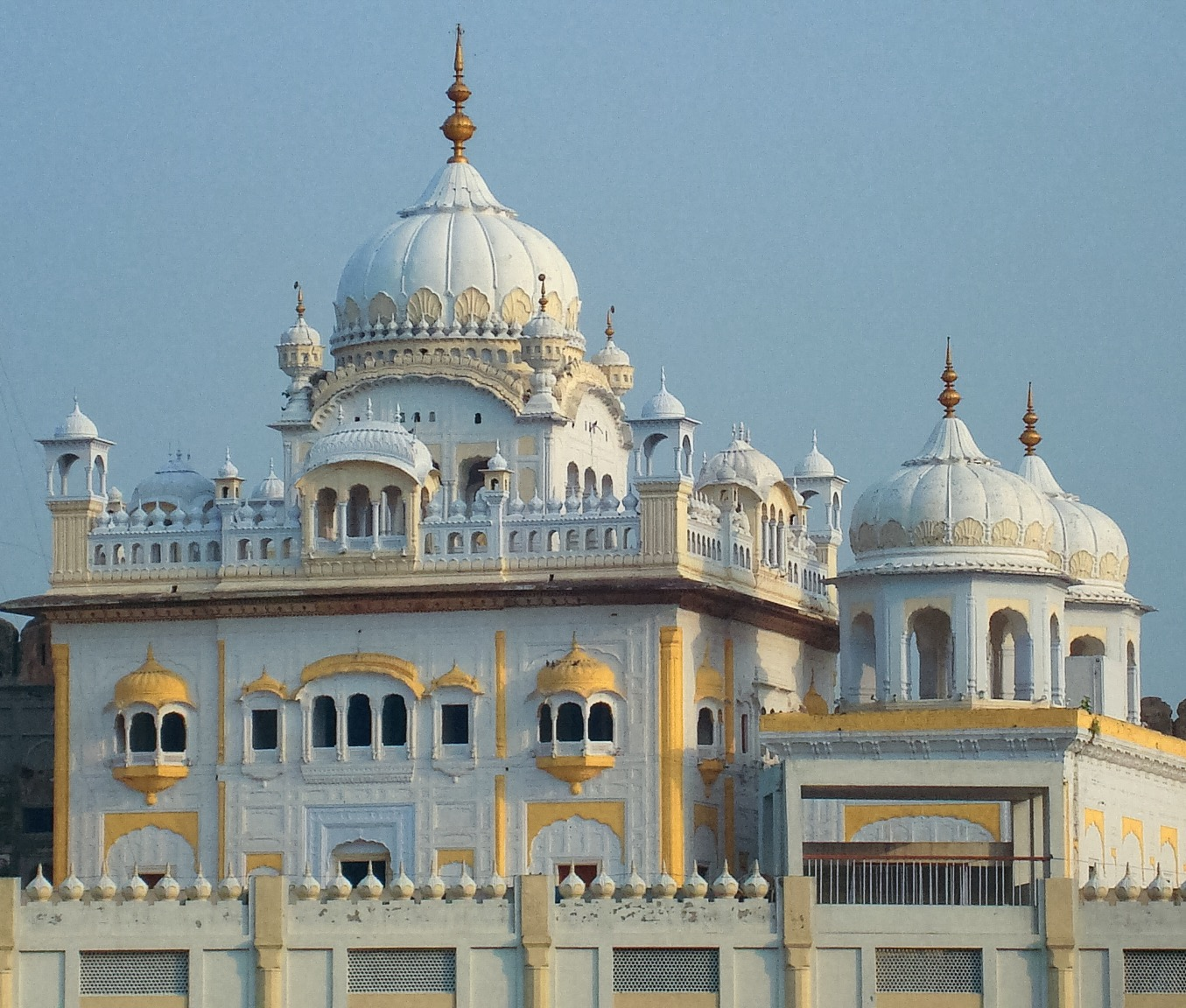
Самадхи Ранджит Сингха находится в Лахоре, Пакистан, рядом с культовой мечетью Бадшахи.

В 1830-х годах, Ранджит Сингх страдал от осложнений со здоровьем, таких как инсульт, который некоторые исторические хроники приписывают его смерть алкоголизму и алкогольному поражению печени. Он умер во сне от 27 июня 1839 года. Четыре из его индусских жён и наложниц совершили Сати, добровольное самосожжение на костре в знак преданности Ранджиту Сингху.

## Империя Сикхов

### Исторический контекст

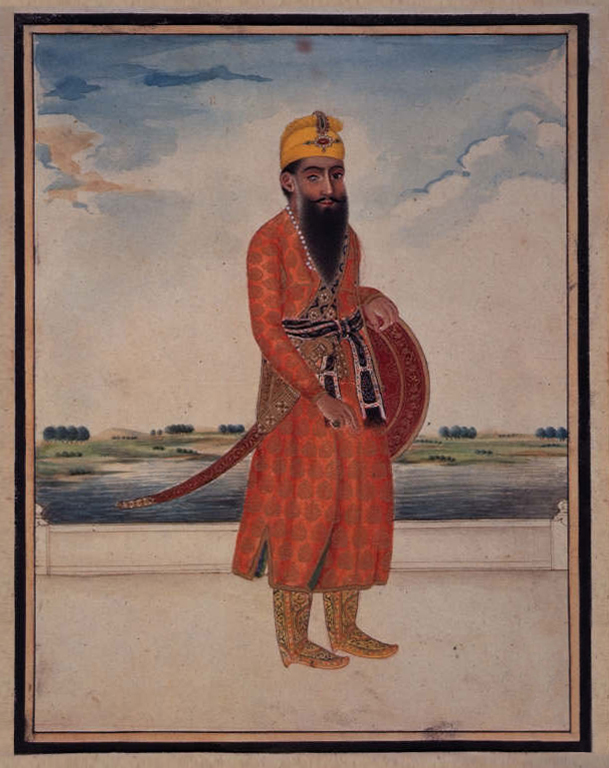
Махараджа Ранджит Сингх, около 1816—1829 года

После смерти Аурангзеба в 1707 году Империя Великих Моголов распалась и утратила способность взимать налоги или управлять большей частью Индийского субконтинента. В северо-западном регионе, особенно в Пенджабе, создание Гуру Гобинд Сингхом общины сикхов Хальса ускорило распад и фрагментацию могольской власти в регионе. Афганские набеги опустошали долины реки Инд, но встретили сопротивление как организованных армий сикхов Хальсы, так и нерегулярных ополченцев Хальсы, базирующихся в деревнях. Сикхи назначили своих собственных заминдаров, заменив прежних мусульманских сборщиков налогов, которые обеспечивали ресурсы для кормления и укрепления воинов, соответствующих интересам сикхов. Тем временем колониальные торговцы и Ост-Индская компания начали операции в Индии на её восточном и западном побережьях.
Ко второй половине 18-го века северо-западные части Индийского субконтинента (ныне Пакистан и части Северной Индии) представляли собой совокупность четырнадцати небольших враждующих регионов. Из четырнадцати двенадцать были кланами (мисалями), контролируемыми сикхами, одна по имени Касур (недалеко от Лахора) находилась под контролем мусульман, а одну на юго-востоке возглавлял англичанин по имени Джордж Томас . Этот регион представлял собой плодородные и продуктивные долины пяти рек — Джелум, Ченаб, Рави, Биас и Сатледж. Все сикхские мисали находились под контролем братства сикхских воинов Хальса, но они не были едины и постоянно враждовали друг с другом из-за сбора доходов, разногласий и местных приоритетов; однако в случае внешнего вторжения, например, со стороны мусульманских армий Ахмеда Шаха Абдали из Афганистана, они обычно объединялись для отражения агрессии.
К концу XVIII века пятью самыми могущественными мисалями были сикхи Суккарчаккии, Канхайя, Наккайса, Ахлувалиаса и Бханги. Ранджит Сингх принадлежал к первому и благодаря браку имел надежный союз с мисалями Канхайя и Наккайс . Среди более мелких мисалей некоторые, такие как мисаль Пхулкиас, сменили лояльность в конце XVIII века и поддержали вторжение афганской армии против своих собратьев Хальсы. Регион Касур, управляемый мусульманами, всегда поддерживал афганские силы вторжения и присоединился к ним в грабежах сикхских мислов во время войны.

### Восхождение к славе, ранние завоевания

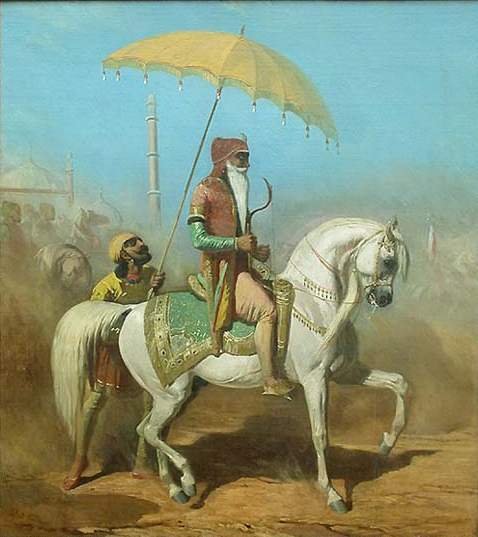
«Ранджит Сингх», портрет Альфреда де Дрё

Слава Ранджита Сингха началась в 1797 году, в возрасте 17 лет, когда афганский мусульманский правитель Земан-Шах из династии Абдали, попытался аннексировать район Пенджаба под свой контроль, отправив туда 12-тысячную армию под командованием своего генерала Шаханчи-хана . Сражение велось на территории, которая входила в состав мисаля Ранджит Сингха, чьи региональные знания и опыт воина помогли противостоять вторгшейся армии. Эта победа принесла ему признание. В 1798 году афганский правитель послал ещё одну армию, которой Ранджит Сингх не оказал сопротивления. Он позволил афганцам войти в Лахор, а затем заблокировал все продовольствие и припасы, сжег все посевы и источники питания, которые могли бы поддержать афганскую армию. Большая часть афганской армии отступила обратно в Афганистан.
В 1799 году армия Ранджита Сингха насчитывала 25 000 человек Хальсы, поддерживаемый ещё 25 000 Хальсы во главе с его тещей рани Сады Каур из мисаля Канхайи, в ходе совместной операции атаковали район, контролируемый Бханги-сикхами, определёнными вокруг Лахора. Местные лидеры бежали, а Лахор стал первым крупным завоеванием Ранджит Сингха . Мусульманское и индуистское население Лахора приветствовало правление Ранджита Сингха. В 1800 году власть в городе Джамму также перешла под контроль Ранджита Сингха.
В 1801 году Ранджит Сингх провозгласил себя «Махараджей Пенджаба» и согласился на официальную церемонию посвящения, которую провел Баба Сахиб Сингх Беди — потомок гуру Нанака. В день его коронации в мечетях, храмах и гурудварах на его территории были совершены молитвы за его долгую жизнь. Ранджит Сингх называл свое правление «Саркар Хальса», а свой двор — «Дарбар Хальса». Он приказал выпустить новые монеты на имя гуру Нанака, названного «Нанакшахи» («императора Нанака»).

### Расширение владений
В 1802 году 22-летний Ранджит Сингх взял Амритсар в мисале Бханги, отдал дань уважения храму Хармандир Сахиб, который ранее подвергался нападению и осквернению вторгшейся афганской армии, и объявил, что он отремонтирует и перестроит его из мрамора и золота.

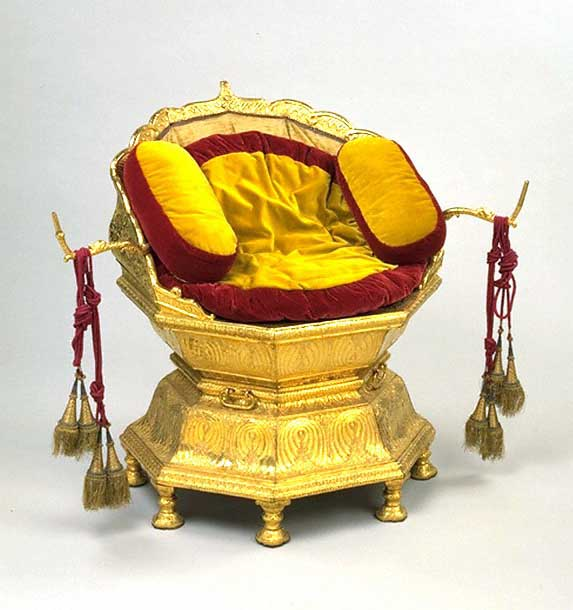
Трон махараджи Ранджита Сингха, около 1820—1830 годов

1 января 1806 года Ранджит Сингх подписал договор с британскими должностными лицами Ост-Индской компании, в котором он согласился, что его сикхские силы не будут нападать на земли к югу от реки Сатледж, и Компания согласилась, что она не будет пытаться военным путем пересечь реку Сатледж на территорию сикхов.
В 1807 году силы Ранджита Сингха атаковали мусульманский мисаль Касур и после месяца ожесточенных боев в битве при Касуре победили афганского вождя Кутб-уд-Дина, таким образом расширив свою империю на северо-запад в сторону Афганистана. Он взял Мултан в 1818 году, и после этого завоевания весь Бари Доаб попал под его власть. В 1819 году он успешно победил афганских суннитских мусульманских правителей и присоединил Сринагар и Кашмир, распространив свое правление на север и долину Джелум за предгорьями Гималаев.
Наиболее значительные столкновения между сикхами под командованием махараджи и афганцами произошли в 1813, 1823, 1834 и 1837 годах. В 1813 году генерал Ранджита Сингха Деван Мокхам Чанд возглавил сикхские силы против афганских войск Шаха-Махмуда во главе с Дост Мохаммад-ханом. В этой битве афганцы потеряли свою крепость в Аттоке.
В 1813—1814 годах первая попытка Ранджита Сингха проникнуть в Кашмир была сорвана афганскими войсками во главе с генералом Азимом-ханом из-за сильного ливня, распространения холеры и плохого снабжения его войск продуктами питания.
В 1818 году силы Дарбара во главе с Мисром Деваном Чандом заняли Мултан, убив Музаффар-хана и нанеся поражение его войскам, что привело к прекращению афганского влияния в Пенджабе.
В июле 1818 года армия из Пенджаба победила Джаббар-хана, младшего брата губернатора Кашмира Азим-хана, и приобрела Кашмир вместе с годовым доходом в 70 лаков. Деван Моти Рам был назначен губернатором Кашмира.
В ноябре 1819 года Дост-Мухаммед признал верховную власть махараджи сикхов над Пешаваром вместе с выплатой дохода в размере одного лака в год. Махараджа специально приказал своим войскам не притеснять и не грабить гражданское население. В 1820 и 1821 годах были также присоединены Дера Гази Хан, Хазара и Манкера с огромными участками земли между Джелумом и Индом, Сингх Сагар Даоб. Победы в Кашмире, Пешаваре и Мултане были отмечены именами трех новорожденных, принцем Кашмира Сингха, Пешаура Сингха и Мултаны Сингха, сыновей Дайи Каур и Ратан Каур, жен Ранджита Сингха.
В 1823 году пуштуны из племени Юсуфзай сражались с армией Ранджита Синга к северу от реки Кабул.
В 1834 году Мохаммед Азим-хан снова двинулся в сторону Пешавара с армией из 25000 человек из племен хаттаков и ясуфзай во имя джихада, чтобы сражаться с неверными. Махараджа победил врага. Яр Мохаммад был помилован и повторно инвестирован в качестве губернатора Пешавара с годовым доходом в размере один лак десять тысяч рупий для Лахорского Дарбара.
В 1837 году битва при Джамруде стала последним противостоянием между возглавляемыми им сикхами и афганцами, которое продемонстрировало протяженность западных границ Сикхской империи.
25 ноября 1838 года две самые мощные армии на Индийском субконтиненте собрались на грандиозном смотре в Ферозепоре, когда Ранджит Сингх, махараджа Пенджаба, для совместного похода с сипайскими войсками Ост-Индской компании и британскими войсками в Индии на Афганистан. В 1838 году он подписал договор с британским вице-королем, лордом Оклендом, о восстановлении Шаха-Шоджы на афганском престоле в Кабуле. Во исполнение этого соглашения британская армия из Инда вошла в Афганистан с юга, а войска Ранджита Сингха прошли через Хайберский проход и приняли участие в параде победы в Кабуле.

### География Сикхской империи

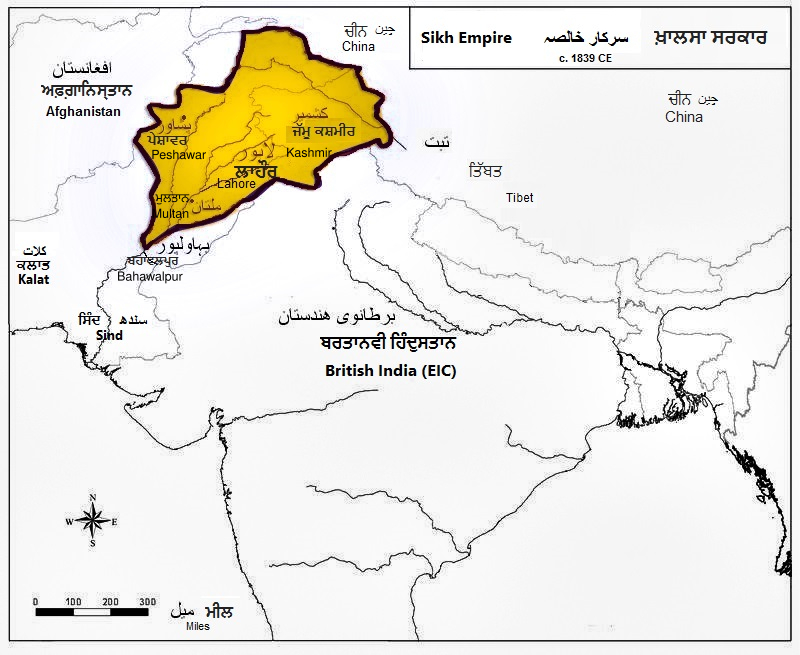
Сикхская Империя Ранджита Сингха на пике своего расцвета

Сикхская империя, также известная как Сикхский Радж и Саркар-а-Хальса, находилась в регионе Пенджаб, название которого означает «земля пяти рек». Пятью реками являются Беас, Рави, Сатледж, Ченаб и Джелум, все они являются притоками реки Инд.
Географический охват империи сикхов при Сингхе включал все земли к северу от реки Сатледж и к югу от высоких долин северо-западных Гималаев. Крупные города в то время включали Сринагар, Атток, Пешавар, Банну, Равалпинди, Джамму, Гуджрат, Сиалкот, Кангра, Амритсар, Лахор и Мултан.

### Управление
Махараджа Ранджит Сингх разрешил мужчинам, принадлежащим к разным религиям и расам, служить в его армии и правительстве на различных руководящих должностях. В его армию входило несколько европейцев, таких как Жан-Франсуа Аллар, но он не нанимал британцев, которые пытались создать колонию на Индийском субконтиненте. Несмотря на то, что он не использовал их, он поддерживал дипломатический канал с британцами. В 1828 году махараджа отправил дары королю Великобритании Георгу IV, а в 1831 году он направил миссию в Симлу для встречи с британским генерал-губернатором Уильямом Бентинком, а в 1838 году он сотрудничал с ними в устранении враждебного султана в Афганистане.

### Религиозная политика

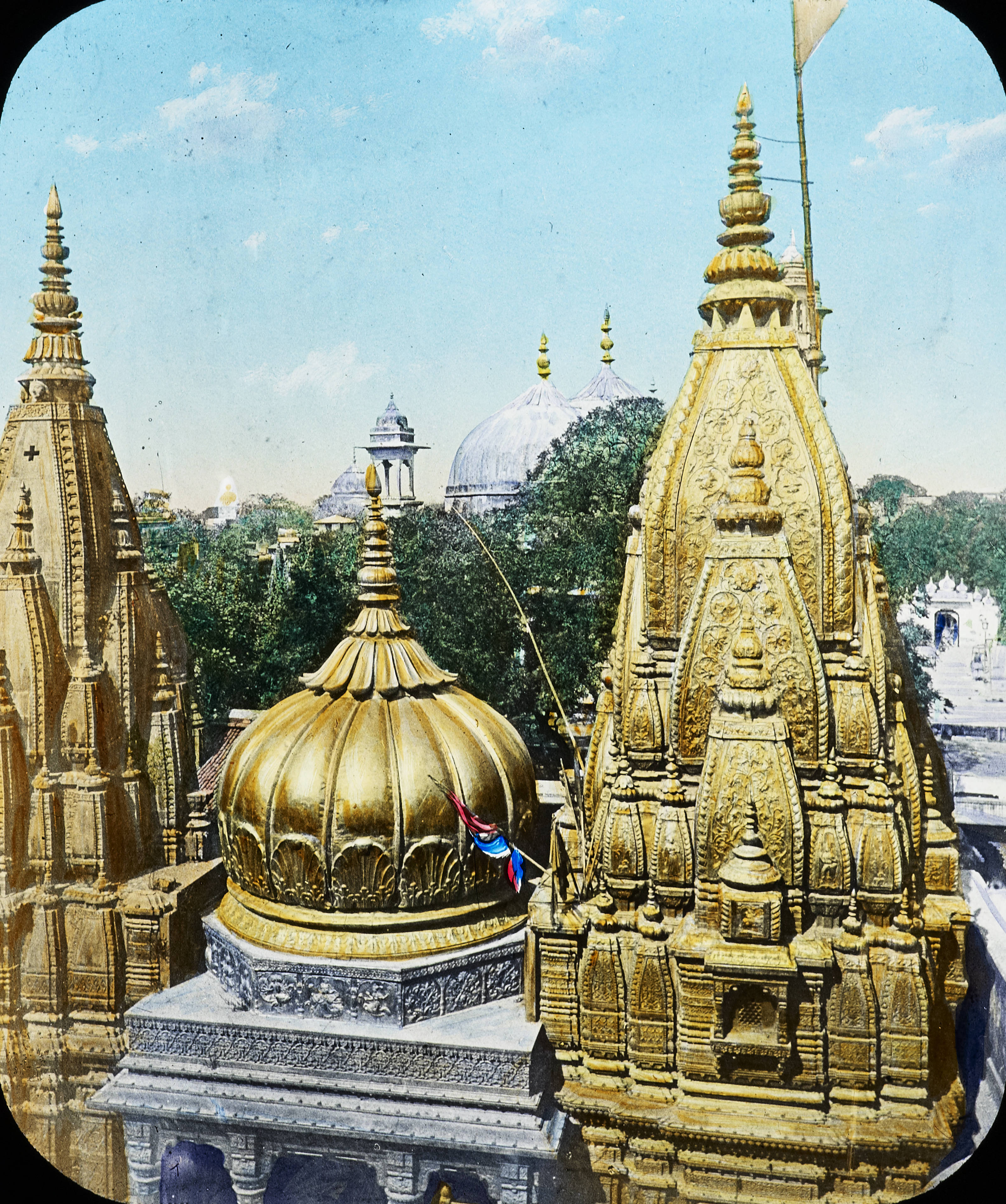
В 1835 году Махараджа Ранджит Сингх пожертвовал 1 тонну золота для покрытия купола храма Каши Вишванатх

Как и многие пенджабцы того времени, Ранджит Сингх был светским правителем и следовал путем сикхов . Его политика основывалась на уважении ко всем общинам, индуистам, сикхам и мусульманам. Преданный сикх, Ранджит Сингх восстановил и построил исторические сикхские гурдвары — наиболее известный, Хармандир Сахиб, и использовал его для празднования своих побед, выражая благодарность в Хармандаре. Он также присоединился к индуистам в их храмах, запретил убой коров из уважения к индуистским чувствам и посетил суфийские мечети и святые места. Он приказал своим солдатам не грабить и не притеснять гражданское население.
Он построил несколько гурдвар, индуистских храмов и даже мечетей, в частности, Май Моран Масджид, которую он построил для своей любимой мусульманской жены Моран Саркар . Сикхи во главе с Ранджитом Сингхом никогда не разрушали с землей культовые сооружения, принадлежащие врагу. Тем не менее, он преобразовал мусульманские мечети для других целей. Например, армия Ранджита Сингха осквернила мечеть Бадшахи в Лахоре и превратила её в склад боеприпасов и конюшню. Моти Масджид (Жемчужная мечеть) в Лахоре была преобразована сикхской армией в «Моти Мандир» (Жемчужный храм), а мечеть Сонехри была преобразована в сикхскую Гурдвару, но по просьбе суфия Факира (Сатар Шах Бухари), Ранджит Сингх восстановил последнюю обратно в мечеть. Мечеть Бегум Шахи в Лахоре также использовалась как пороховая фабрика, за что получила прозвище Барудхана Вали Масджид, или «Пороховая мечеть».
Суверенитет Ранджита Сингха признали афганские и пенджабские мусульмане, которые сражались под его знаменем против афганских сил Надир-шаха, а затем и Азим-хана. Его двор был экуменическим по своему составу: его премьер-министр Диан Сингх был догра; его министр иностранных дел Факир Азизуддин был мусульманином; а его министр финансов Дина Натх был брамином. Командиры артиллерии, такие как Миан Гауса, также были мусульманами. В его время не было принудительных обращений. Его жены Биби Мохран, Гилбахар Бегум сохранили свою веру, как и его жены-индустки.

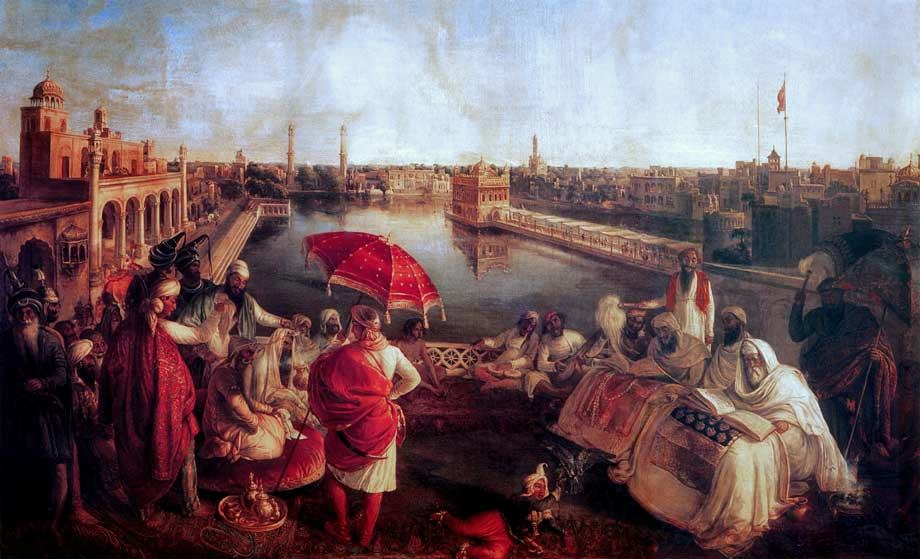
Махараджа Ранджит Сингх слушает чтение «Гуру Грантх Сахиб» у Хармандир Сахиб (Золотого храма) сикхов в Амритсаре. Август Шеффт, Вена, 1850. Коллекция принцессы Бамбы, Лахор, провинция Пенджаб, Пакистан

### Армия Хальсы

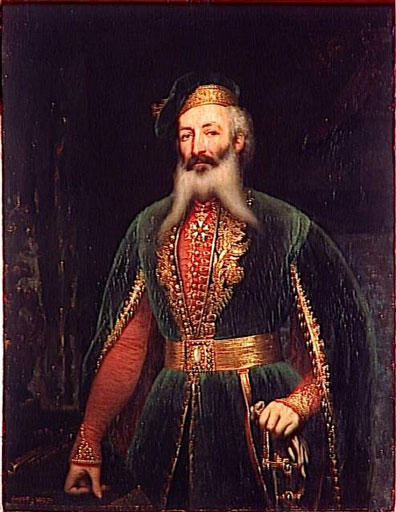
Француз Жан Франсуа Алларт (1785—1839), с 1822 года главнокомандующий армией Ранджита Сингха

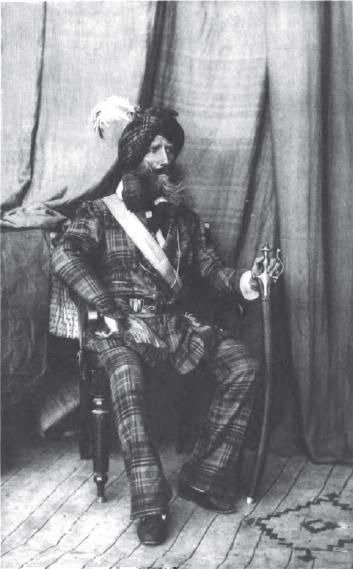
Американец Александр Гарднер (1785—1877), получивший чин полковника в армии Ранджита Сингха

Армия под командованием Ранджита Сингха не ограничивалась сикхской общиной. Среди солдат и офицеров были сикхи, но также были индуисты, мусульмане и европейцы. Его армии служили индуистские брамины и люди всех вероисповеданий и каст, в то время как состав его правительства также отражал религиозное разнообразие. В его армию входили польские, русские, испанские, прусские и французские офицеры . В 1835 году, когда его отношения с британцами улучшились, он нанял британского офицера по имени Фоулкс.
Однако армия Хальсы Ранджит Сингха отражала население региона, и по мере того, как он увеличивал свою армию, он резко увеличивал количество раджпутов и джат-сикхов, которые стали преобладающими членами его армии. В районе Доаба его армия состояла из джат-сикхов, в Джамму и на холмах северной Индии это были индуистские раджпуты, в то время как относительно больше мусульман служило его армии в районе реки Джелум, ближе к Афганистану, чем в других крупных реках Пенджаба.

### Реформы
Ранджит Сингх изменил и улучшил обучение и организацию своей армии. Он реорганизовал ответственность и установил стандарты эффективности тылового обеспечения при развертывании войск, маневрировании и меткой стрельбе. Он реформировал штатное расписание, сделав упор на постоянный огонь, а не на кавалерию и партизанскую войну, улучшил оборудование и методы ведения войны. Военная система Ранджита Сингха объединила в себе лучшее из старых и новых идей. Он усилил пехоту и артиллерию. Он платил членам постоянной армии из казны, вместо того, чтобы платить армии по методу Великих Моголов местными феодальными сборами.
В то время как Ранджит Сингх провел реформы с точки зрения подготовки и оснащения своих вооружённых сил, ему не удалось реформировать старую феодальную систему Великих Моголов — джагир. В джагирской системе сбора государственных доходов участвовали определённые лица с политическими связями или наследством, обещавшие дань (назарана) правителю и, таким образом, получившие административный контроль над определёнными деревнями с правом принудительного сбора таможенных пошлин, акцизов и земельного налога по непоследовательным и субъективным ставкам. от крестьян и купцов; они сохранят часть собранных доходов и предоставят государству обещанную дань. Эти джагиры содержали независимую вооружённую милицию для вымогательства налогов у крестьян и торговцев, а также милицию, склонную к насилию. Эта система непоследовательного налогообложения с произвольным вымогательством со стороны ополченцев продолжала традицию Великих Моголов жестокого обращения с крестьянами и торговцами по всей империи сикхов, о чём свидетельствуют жалобы, поданные Ранджиту Сингху должностными лицами Ост-Индской компании, пытавшимися торговать в различных частях Сикхской империи.
Согласно историческим записям Сунит Сингха, реформы Ранджита Сингха были сосредоточены на военных, которые позволили бы новые завоевания, но не на налоговой системе, чтобы положить конец злоупотреблениям, или на введении единых законов в его государстве или улучшении внутренней торговли и расширении прав и возможностей крестьян и торговцев. Эта неспособность реформировать налоговую систему и экономику, основанные на джагирах, частично привела к борьбе за власть и ряду угроз, внутренним разногласиям между сикхами, крупным убийствам и переворотам в империи сикхов в годы сразу после смерти Ранджита Сингха. Последовала легкая аннексия остатков империи сикхов в Британской Индии, когда колониальные власти предложили джагирдарам лучшие условия и право сохранить систему в неприкосновенности.

### Инвестиции в инфраструктуру
Ранджит Сингх позаботился о том, чтобы Пенджаб производил все оружие, снаряжение и боеприпасы, необходимые его армии, и был самодостаточным. Его правительство инвестировало в инфраструктуру в 1800-х годах, а затем основало сырьевые шахты, пушечные заводы, пороховые и оружейные заводы. Некоторые из этих предприятий принадлежали государству, другие управлялись частными сикхскими агентами.
Однако Ранджит Сингх не делал крупных инвестиций в другую инфраструктуру, такую как оросительные каналы, для повышения продуктивности земли и дорог. Процветание его Империи, в отличие от эпохи войн Великих Моголов и сикхов, во многом объяснялось улучшением ситуации с безопасностью, снижением уровня насилия, открытием торговых путей и большей свободой ведения коммерции.

### Отношения с мусульманами
Мусульманские историки середины 19-го века, такие как Шахамат Али, который лично испытал империю сикхов, представили иную точку зрения на империю и правление Ранджита Сингха. По словам Али, правительство Ранджита Сингха было деспотическим, и он был подлым монархом в отличие от Моголов. Первоначальным импульсом для строительства Империи в этих отчетах утверждается, что Ранджит Сингх привел к «ненасытному аппетиту армии Хальсы к грабежу», их стремлению «грабить новые города» и полностью устранить «доходы эпохи Великих Моголов, перехватывающие посредников между крестьянами-земледельцами и казной».
Согласно Иштиаку Ахмеду, правление Ранджита Сингха привело к дальнейшему преследованию мусульман в Кашмире, что расширило ранее избирательное преследование мусульман-шиитов и индуистов афганскими мусульманскими правителями-суннитами в период с 1752 по 1819 годы, прежде чем Кашмир стал частью его сикхской империи. Бикрамджит Хасрат описывает Ранджита Сингха как «доброжелательного деспота».
Мусульманские отчеты о правлении Ранджита Сингха были подвергнуты сомнению сикхскими историками той же эпохи. Например, Ратан Сингх Бангу в 1841 году написал, что эти отчеты не были точными, и, согласно Энн Мерфи, он заметил, «когда мусульманин будет восхвалять сикхов?» Напротив, британский военный офицер колониальной эпохи Хью Пирс в 1898 критиковал правление Ранджита Сингха, как правление, основанное на «насилии, предательстве и крови». Сохан Сетал не согласен с этим утверждением и заявляет, что Ранджит Сингх призвал свою армию ответить «око за око» против врага, насилие за насилие, кровь за кровь, грабеж за грабеж.

### Снижение влияния
Ранджит Сингх сделал свою империю и сикхов сильной политической силой, за что он глубоко восхищается и почитается в сикхизме. После его смерти империя не смогла установить прочную структуру для сикхского правительства или стабильную преемственность, и империя сикхов начала приходить в упадок. Британская и сикхская империи вели две англо-сикхские войны, вторая из которых положила конец правлению сикхской империи . Сам сикхизм не пришёл в упадок.
Клайв Дьюи утверждал, что упадок империи после смерти Сингха во многом обязан экономической и налоговой системе, основанной на джагире, которую он унаследовал от Моголов и сохранил. После его смерти началась борьба за контроль над налоговой добычей, что привело к борьбе за власть между дворянами и его семьей от разных жен. Эта борьба закончилась быстрой серией дворцовых переворотов и убийств его потомков и, в конечном итоге, аннексией Сикхской империи британцами.

## Наследие

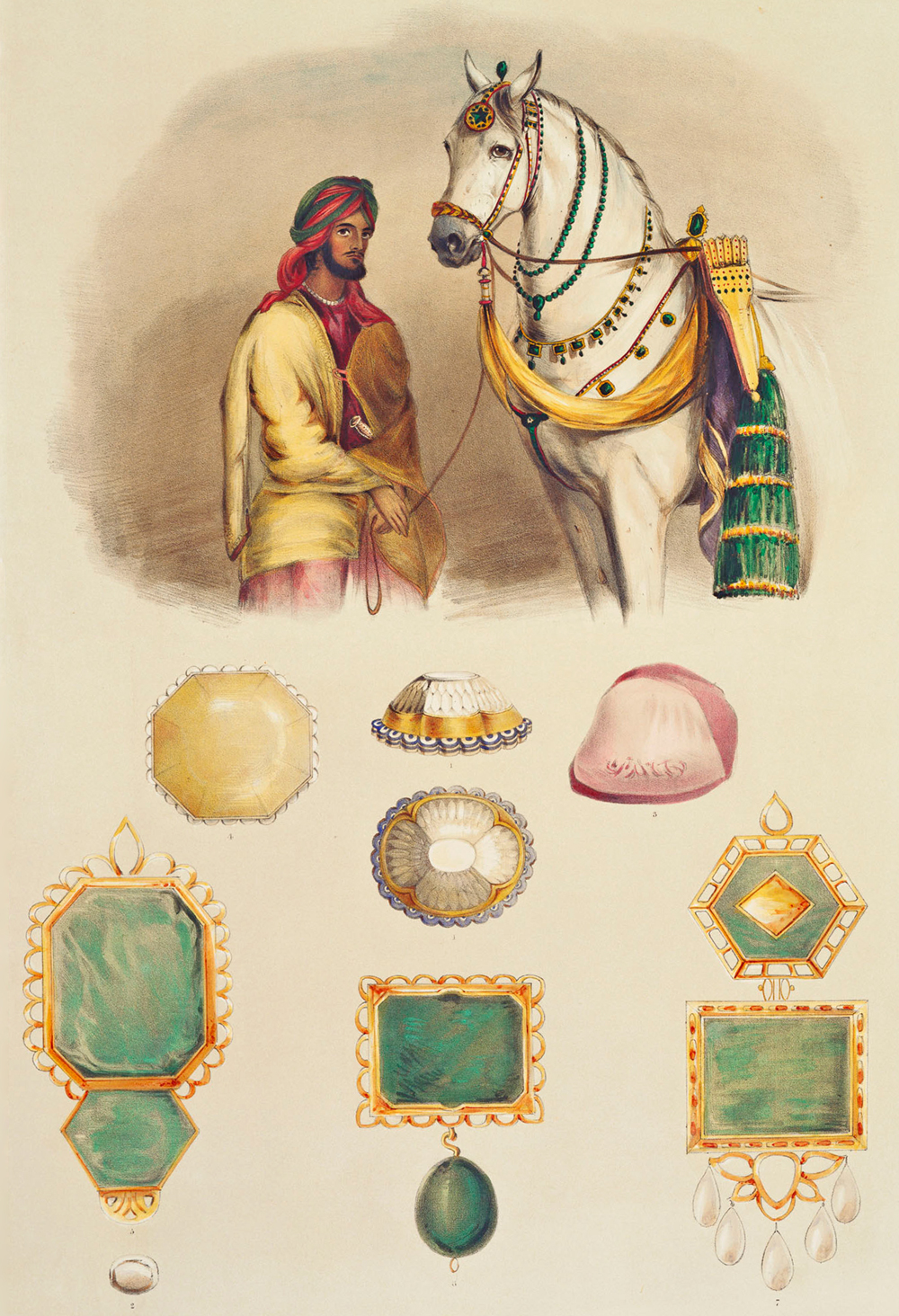
Литография Эмили Иден, изображающая одну из любимых лошадей Махараджи Ранджита Сингха и его коллекцию драгоценных камней, включая Кохинур

Ранджита Сингха помнят за то, что он объединил сикхов и основал процветающую Сикхскую империю. Его также помнят за его завоевания и создание хорошо обученной, самодостаточной армии Хальсы для защиты империи. Он накопил значительное состояние, в том числе завладев алмазом Кох-и-Нур от Шуджи-Шаха Дуррани из Афганистана, который он оставил храму Джаганнатха в Пури, Одиша, в 1839 году.

### Гурдвары
Возможно, самым прочным наследием Сингха было восстановление и расширение Хармандир Сахиб, самого почитаемого Гурудвары сикхов, который теперь широко известен как «Золотой Храм». Большая часть нынешнего убранства Хармандир Сахиб, в виде позолоты и мрамора, была введена под патронажем Сингха, который также спонсировал защитные стены и систему водоснабжения для усиления безопасности и операций, связанных с храмом. Он также руководил строительством двух самых священных сикхских храмов, являющихся местом рождения и местом убийства Гуру Гобинд Сингха — Тахта Шри Патна Сахиба и Тахта Шри Хазура Сахиба соответственно — которыми он очень восхищался.

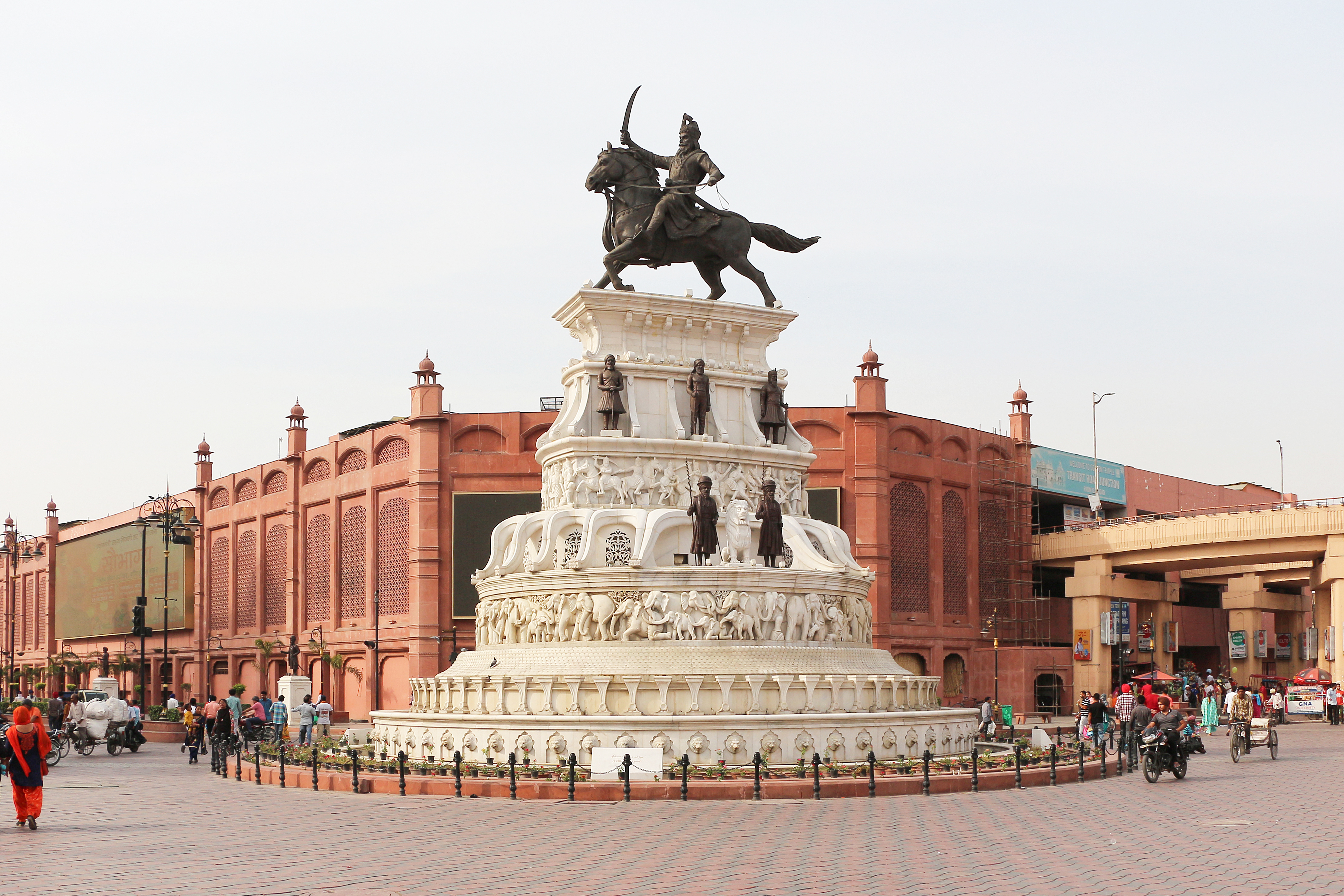
Статуя Ранджита Сингха в Амритсаре.

### Мемориалы и музеи
- Самадхи Ранджита Сингха в Лахоре, Пакистан, знаменует место кремации Сингха, и четыре его королевы и семь наложниц совершили сати[100][101].
- 20 августа 2003 года в была установлена бронзовая статуя Сингха высотой 22 фута[102].
- В музее Рам Бага в Амритсаре хранятся предметы, связанные с Ранджит Сингхом, в том числе оружие и доспехи, картины, монеты, рукописи и украшения. Сингх провел много времени во дворце, в котором он расположен, где в 1818 году был разбит сад[103].
- 27 июня 2019 года, в четверг вечером, статуя в натуральную величину сикхского правителя Махараджа Ранджита Сингха была открыта в форте Лахор, Лахор, Пакистан, в Хавели Май Джинда. Статуя высотой девять футов, сделанная из холодной бронзы, изображает царственного сикхского императора, сидящего на лошади с мечом в руке, одетого в сикхскую одежду. Статуя отмечает 180-ю годовщину его смерти[104]. 11 декабря 2020 года памятник был осквернен экстремистом, сломавшим левую руку статуи. Мужчина был немедленно пойман охранником, а позже арестован полицией Лахора[105].

### Ремесла
В 1783 году Ранджит Сингх основал ремесленную колонию Татхерас около Амритсара и призвал квалифицированных мастеров по металлу из Кашмира поселиться в Джандиала-Гуру. В 2014 году это традиционное ремесло изготовления изделий из латуни и меди было внесено в Список нематериального культурного наследия ЮНЕСКО. Правительство Пенджаба сейчас работает в рамках проекта Virasat над возрождением этого ремесла.

## В популярной культуре
В 2010 году телесериал под названием «Махараджа Ранджит Сингх» вышел в эфир на канале DD National, основанный на его жизни, который был спродюсирован Raj Babbar’s, Babbar Films Private Limited. Его изображал Эйджлал Али Хан. Подросток Ранджит был изображен Даманпритом Сингхом в сериале «Шер-и-Пенджаб: Махараджа Ранджит Сингх», выпущенном Contiloe Entertainment в 2017 году.